# Отжиг стекла
Отжиг — процесс медленного охлаждения стекла, нужный для снятия внутренних напряжений в стекле после его создания. Процесс может осуществляться в печи с контролируемой температурой. Стекло, не прошедшее отжиг, трескается или разрушается при небольших изменениях температуры или слабых механических воздействиях. Отжиг стекла имеет большое значение для его долговечности. В не прошедшем отжиг стекле останутся многие тепловые напряжения, вызванные закалкой, что значительно снизит общую прочность стекла.
Стекло нагревается, пока температура не достигает точки сброса напряжения, при которой температура отжига (также называемая точкой отжига) соотносится с вязкостью как 1013 П = 1012 Па·с, а стекло ещё слишком твёрдое для деформаций, но достаточно мягкое для разглаживания напряжений. Затем наступает этап, в котором температура становится одинаковой во всём объёме стекла. Время, необходимое на проведения этого этапа, варьируется в зависимости от типа стекла и его максимальной толщины. Стекло затем медленно охлаждают с заданной скоростью, пока температура не будет ниже точки напряжения (η = 1014.5 П). Затем стекло может быть охлаждено до комнатной температуры со скоростью, ограниченной лишь теплоёмкостью, плотностью, теплопроводностью и коэффициентом теплового расширения стекла. После отжига материал может быть нарезан по размеру, пробурён или отполирован.
Во время нахождения в точке отжига (η=1013 П) напряжения разглаживаются в течение нескольких минут, а в точке напряжения (η = 1014.5 П) это происходит в течение нескольких часов. Напряжения, оставшиеся после прохождения точки напряжения, являются постоянными.